# مقاطعة مونتغومري (أركنساس)
مقاطعة مونتغومري (بالإنجليزية: Montgomery County)‏ هي إحدى مقاطعات ولاية أركنساس في الولايات المتحدة الأمريكية.